# Leccinum versipelle
Bolet orangé des bouleaux, Bolet roux, Bolet changeant, Bolet rude changeant
Espèce
Statut de conservation UICN

 LC  : Préoccupation mineure
Leccinum versipelle, le Bolet orangé des bouleaux, le Bolet roux ou encore le Bolet changeant, est une espèce de champignons (Fungi) basidiomycètes du genre Leccinum dans la famille des Boletaceae. Il fait partie d'un groupe d'espèces comprenant d'autres Leccinum à chapeau orangé. Il est caractérisé par ses mèches noires et son habitat sous bouleaux.

## Taxonomie

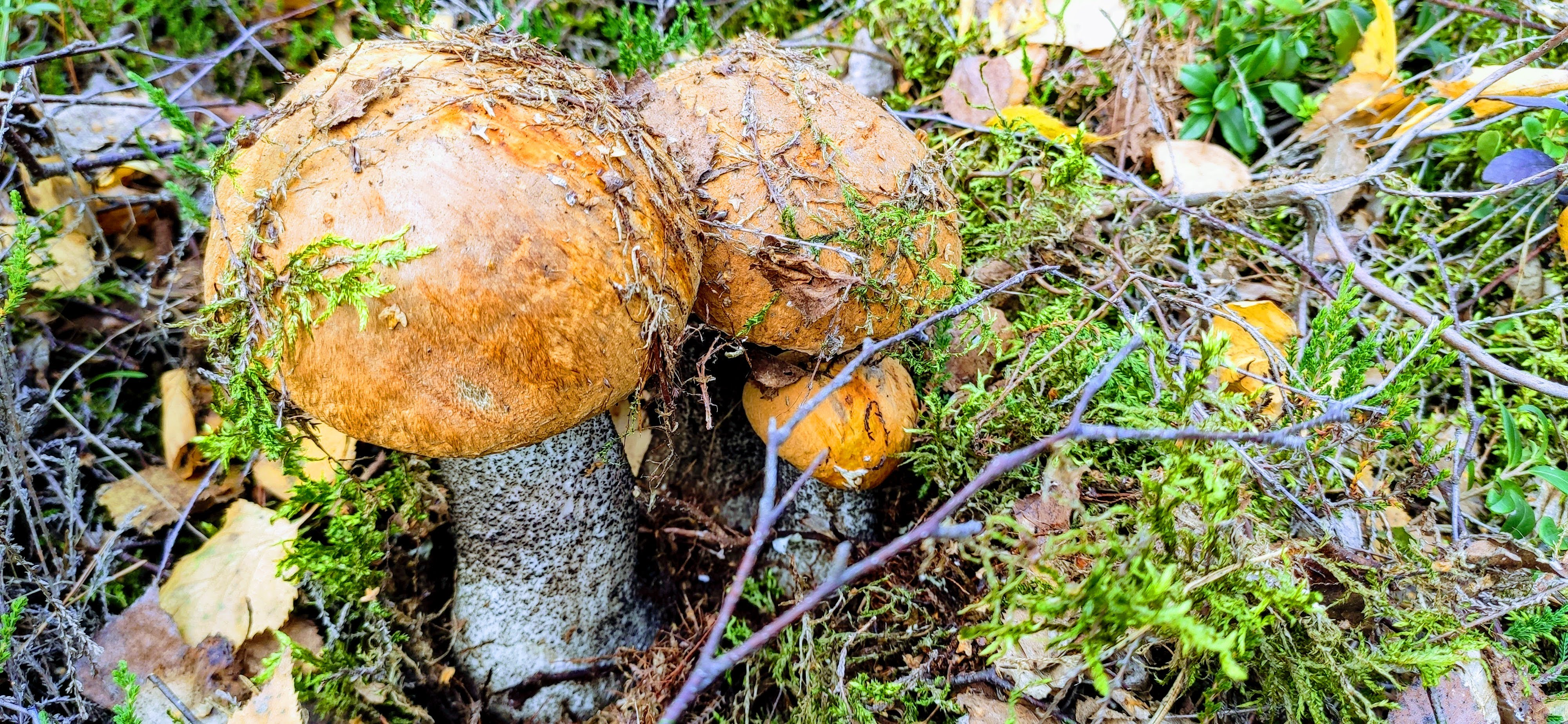
Trois sporophores de L. versipelle en Pologne.

Le nom correct complet (avec auteur) de ce taxon est Leccinum versipelle (Fr.) Snell.
L'espèce a été initialement classée dans le genre Boletus sous le basionyme Boletus versipellis Fr., in Fries & Hök 1835.

### Synonymes
Leccinum versipelle a pour synonymes :
- Boletus atrostipitatus (A.H.Sm., Thiers & Watling) Hlaváček
- Boletus aurantiacus f. percandidus (Vassilkov) Vassilkov
- Boletus floccopus Rostk.
- Boletus percandidus J.Blum
- Boletus percandidus Vassilkov
- Boletus roseotinctus (Watling) Hlaváček
- Boletus rufescens Secr.
- Boletus rufescens Secr. ex Konrad
- Boletus scaber var. versipellis (Fr.) Kavina
- Boletus testaceoscaber Secr.
- Boletus versipellis Fr.
- Ceriomyces viscidus Murrill
- Krombholzia aurantiaca f. percandida (Vassilkov) Vassilkov
- Krombholzia aurantiaca f. rufescens (Secr. ex Konrad) Vassilkov
- Krombholzia rufescens (Secr. ex Konrad) Singer
- Krombholziella atrostipitata (A.H.Sm., Thiers & Watling) Šutara
- Krombholziella percandida (Vassilkov) Šutara
- Krombholziella roseotincta (Watling) Šutara
- Krombholziella rufescens (Secr. ex Konrad) Šutara
- Krombholziella versipellis (Fr.) Bon
- Leccinum atrostipitatum A.H.Sm., Thiers & Watling
- Leccinum percandidum (Vassilkov) Watling
- Leccinum percandidum Lannoy & Estadès
- Leccinum roseotinctum Watling
- Leccinum rufescens (Secr. ex Konrad) Šutara
- Leccinum rufescens Pilát
- Leccinum testaceoscabrum Secr.
- Leccinum testaceoscabrum Secr. ex Singer
- Suillus versipellis (Fr.) Kuntze
- Trachypus rufescens (Secr. ex Konrad) Romagn.
- Trachypus rufescens (Secrétan ex Konrad) Konrad & Maubl.

### Noms vulgaires et vernaculaires
Ce taxon porte en français le nom vernaculaire ou normalisé suivant : Bolet orangé des bouleaux.
On le connait aussi sous le nom de : Bolet roux, Bolet changeant et Bolet rude changeant.
On lui confère également de façon populaire le nom vernaculaire vague et inexact de "Bolet orangé", au même titre que Leccinum aurantiacum, Leccinum albostipitatum, Leccinum vulpinum et Leccinum piceinum, cela pour la simple raison que la couleur de leurs chapeaux est orangée. Ce nom vernaculaire est souvent donné de manière arbitraire à n'importe laquelle de ces espèces par les cueilleurs, rendant le nom de "Bolet orangé" ambigu quant à l'espèce réellement désignée et devenant un terme passe-partout et approximatif pour désigner n'importe quel Bolet rude (Leccinum) à chapeau orangé. De la même façon, ces Bolets rudes à chapeau orangé sont également connus sous les noms régionaux populaires, ambigus et vagues, de "Pible", "Pible orange" ou "Pible rouge".

## Description du sporophore
Les bolets sont des champignons dont l'hyménophore, constitué de tubes et terminés par des pores, se sépare facilement de la chair du chapeau. Ce chapeau d'abord rond, recouvert d'une cuticule, devient convexe à mesure qu’il vieillit. Ils ont un pied (stipe) central assez épais et une chair compacte. Les caractéristiques morphologiques de L. versipelle sont les suivantes :
Son chapeau mesure 3 à 18 cm, de texture velouté à méchuleux. Sa couleur est ocre orangé à brun orangé plus au moins vif. La cuticule déborde souvent sur les tubes au bord du chapeau.
L'hyménophore présente des tubes gris même chez les jeunes sujets, brun-gris. Les pores sont concolores.
Son stipe mesure 3 à 20 cm x 2,5 à 6 cm. Il est couvert de mèches brun-noires ou noires même chez les jeunes exemplaires, très denses, rendant parfois le fond blanc à peine visible.
La chair est blanche, devenant gris-rose et enfin gris-violet sombre à la coupe. Sa saveur est douce et son odeur est faible.

### Réactions chimiques
Sa chair devient vert jaune au Fe et rosée au Formol.

### Caractéristiques microscopiques
Ses spores mesurent 15 à 17,6 μm x 4,5 à 5,5 μm, de forme allongée et fusoïde.

## Galerie

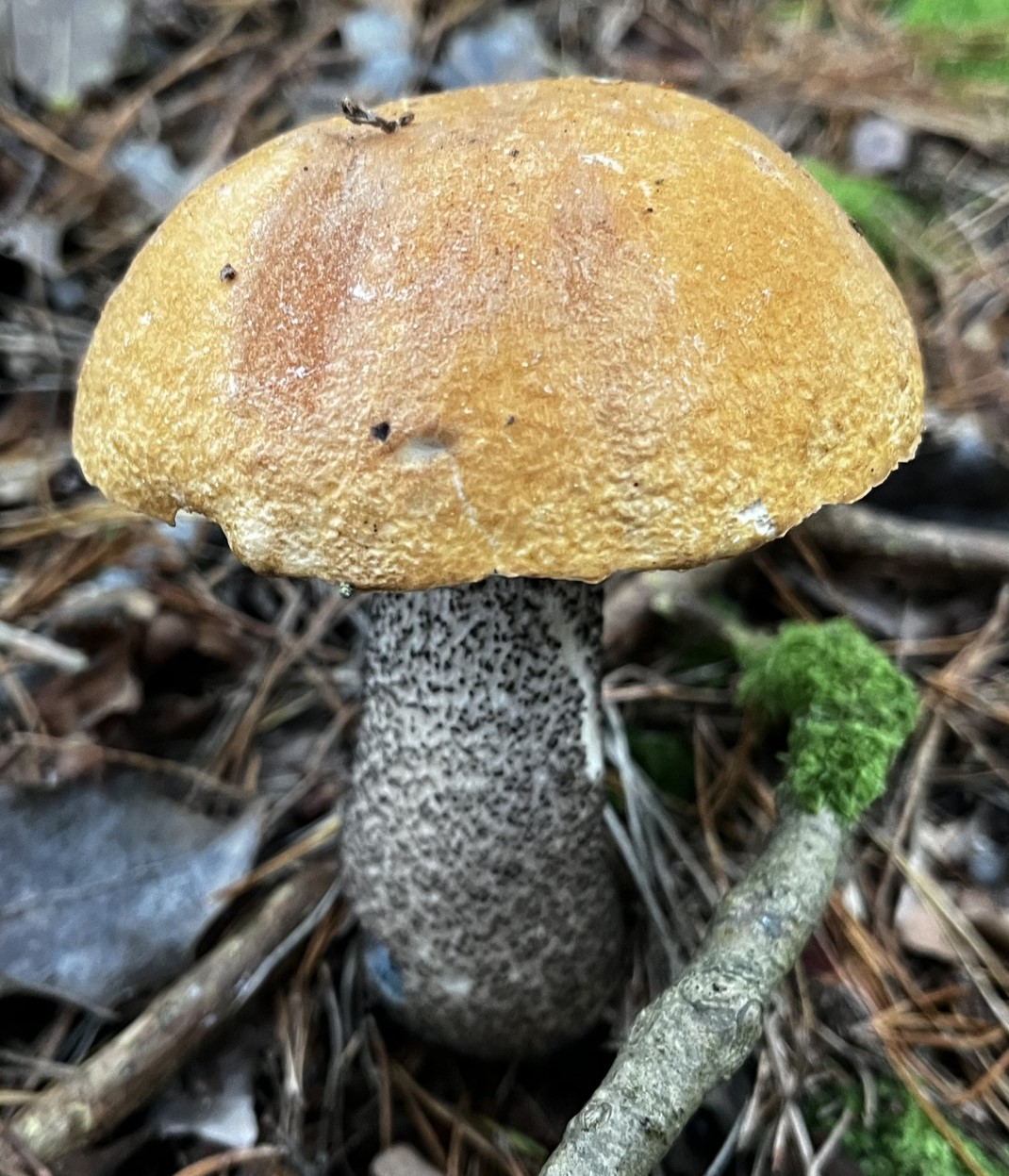
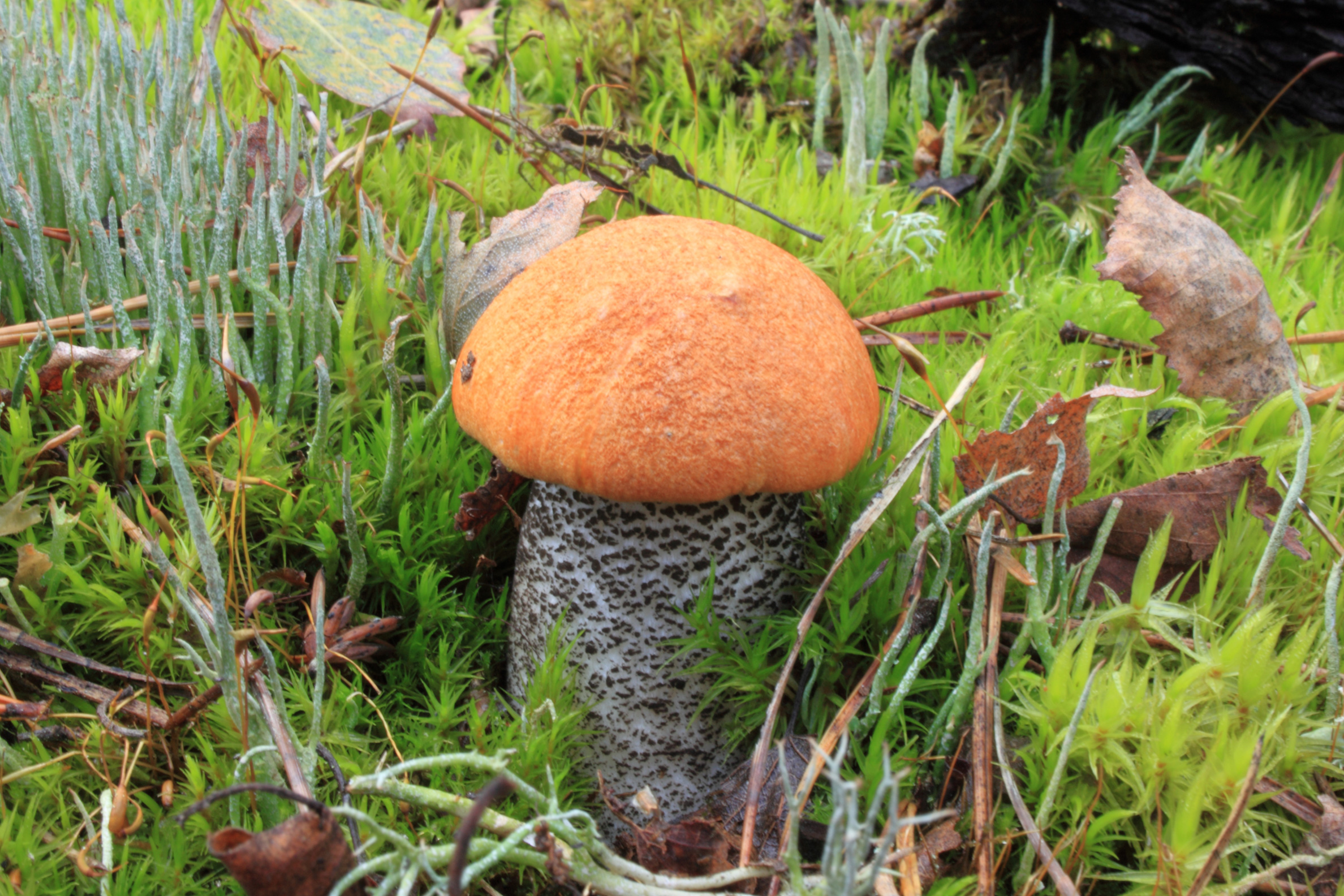
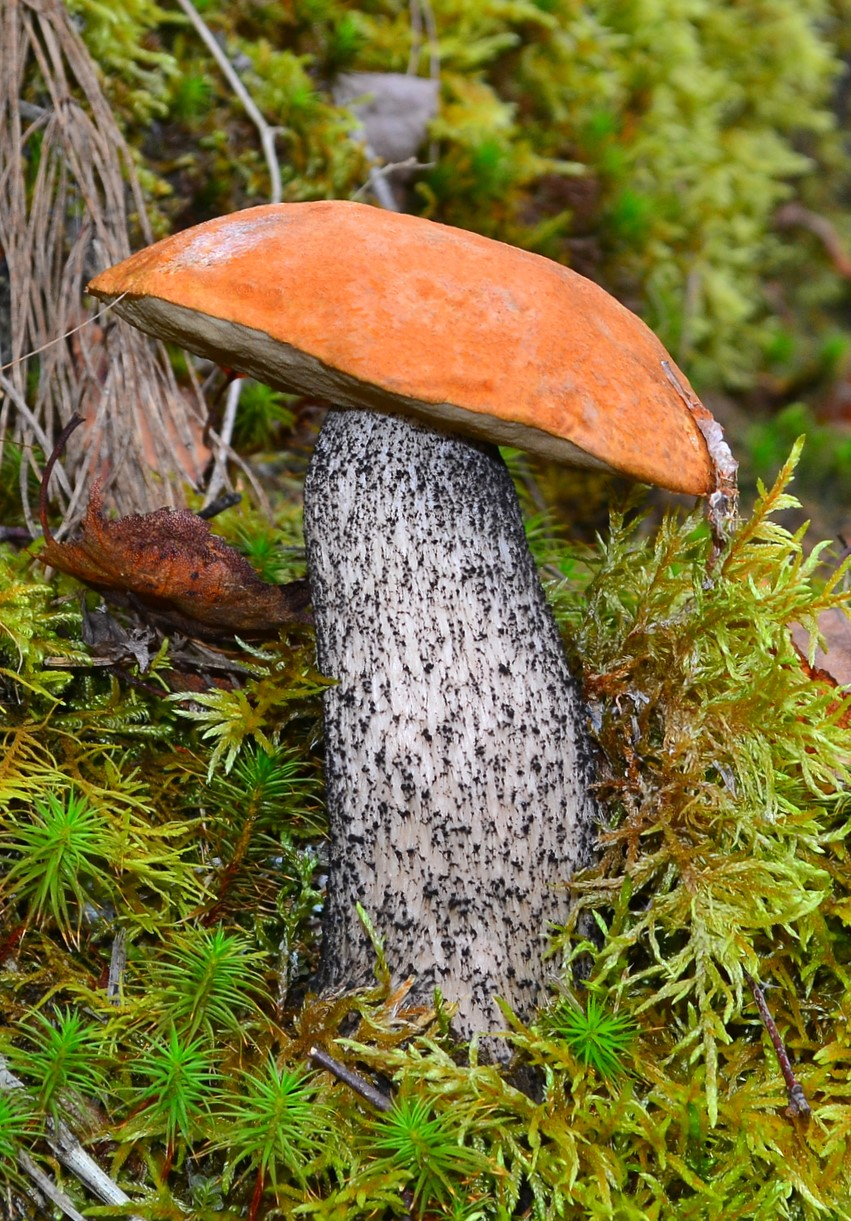
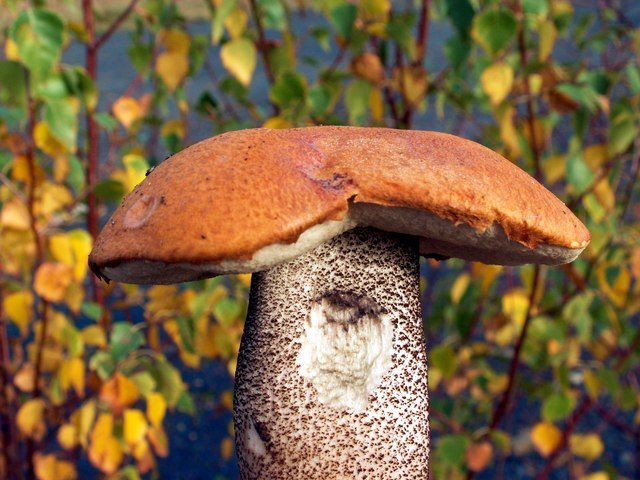
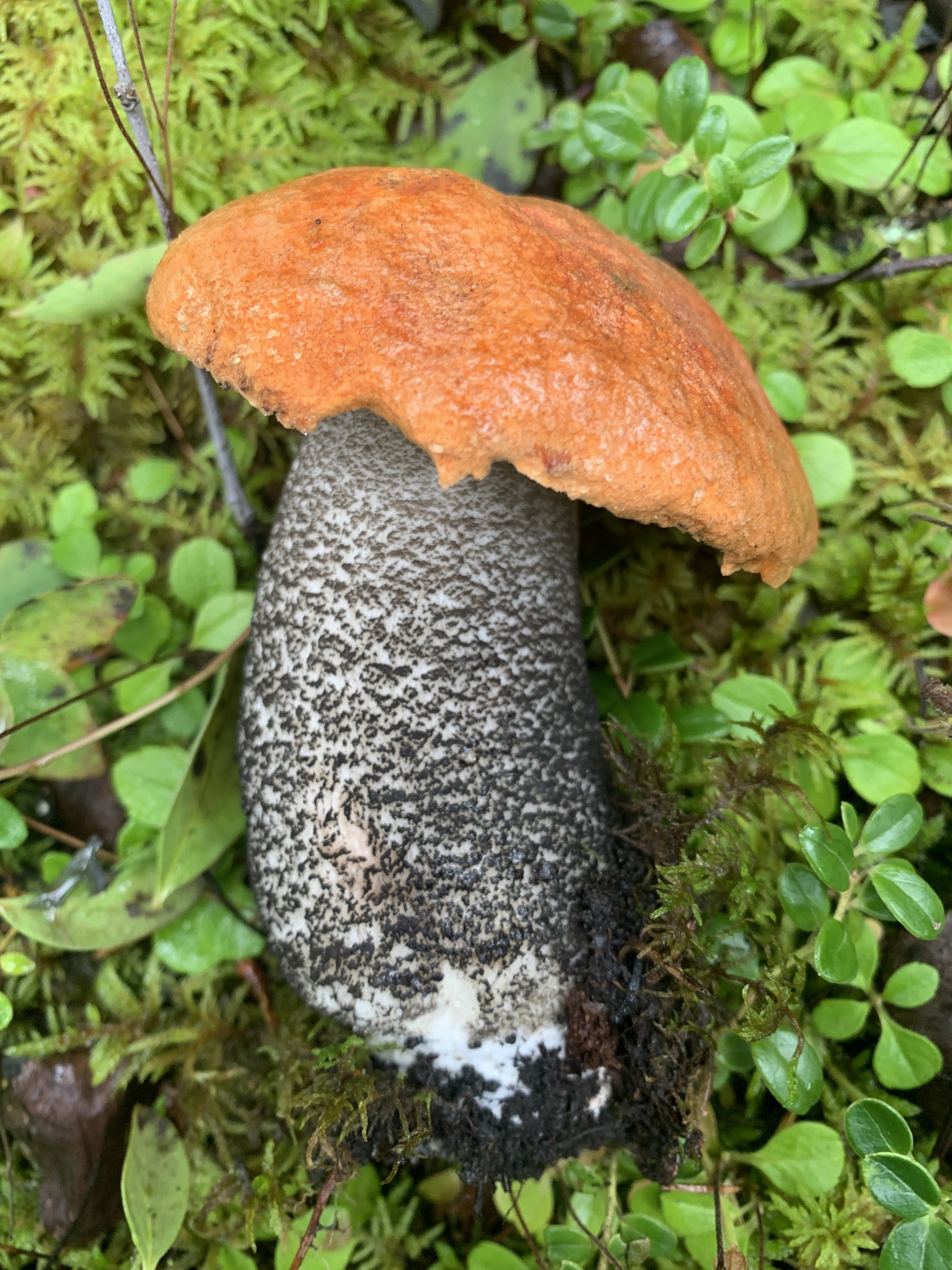
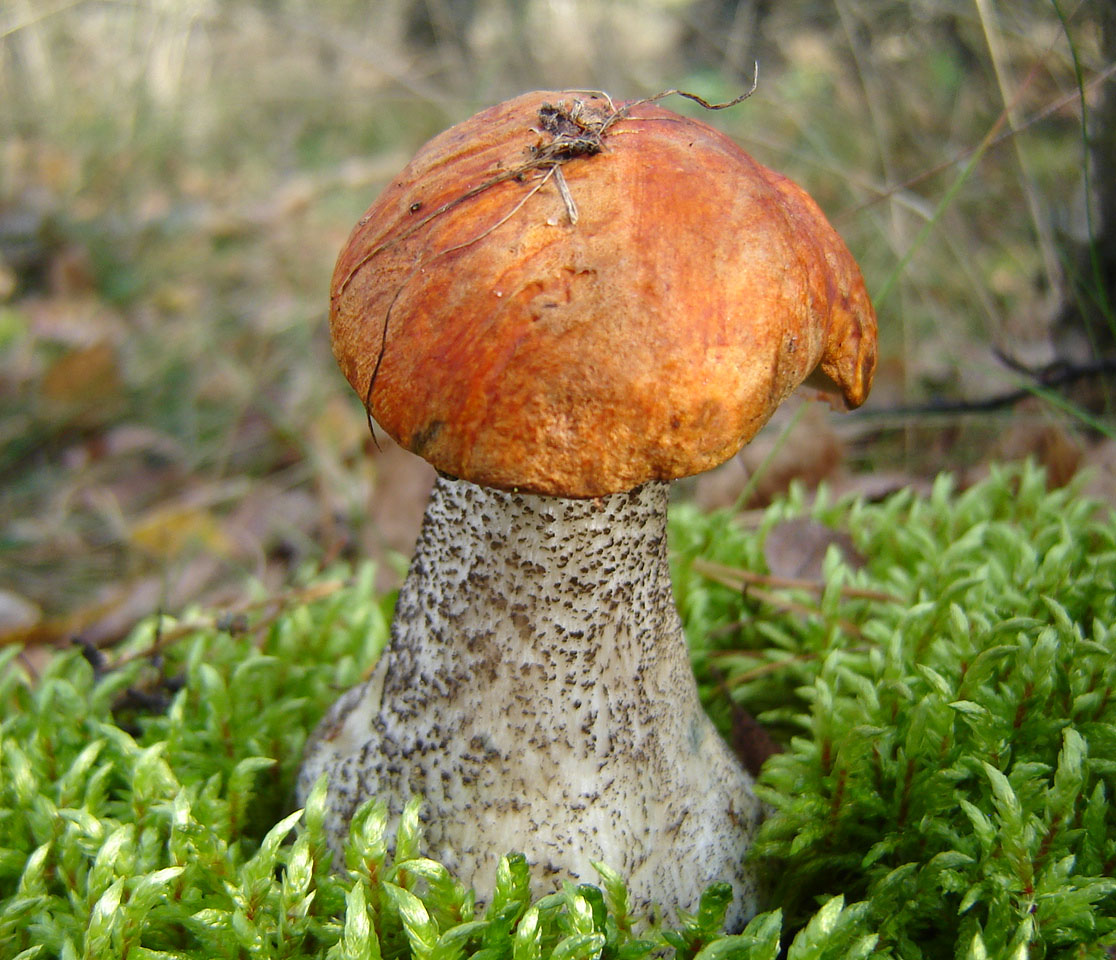
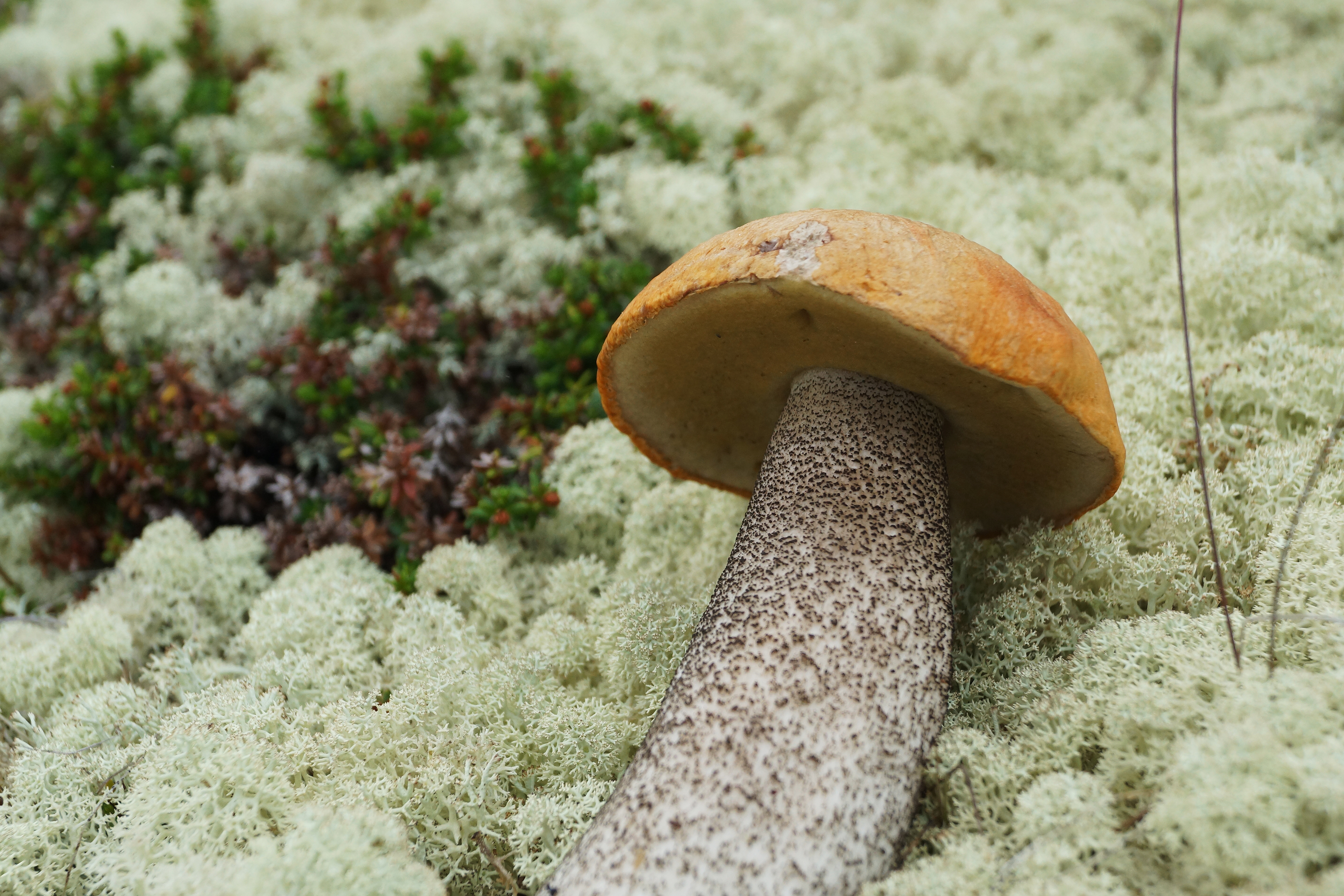
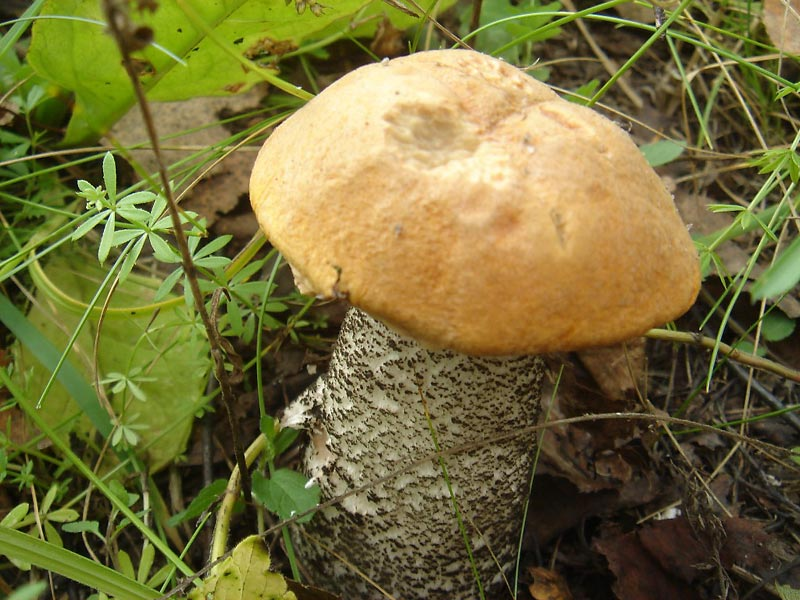
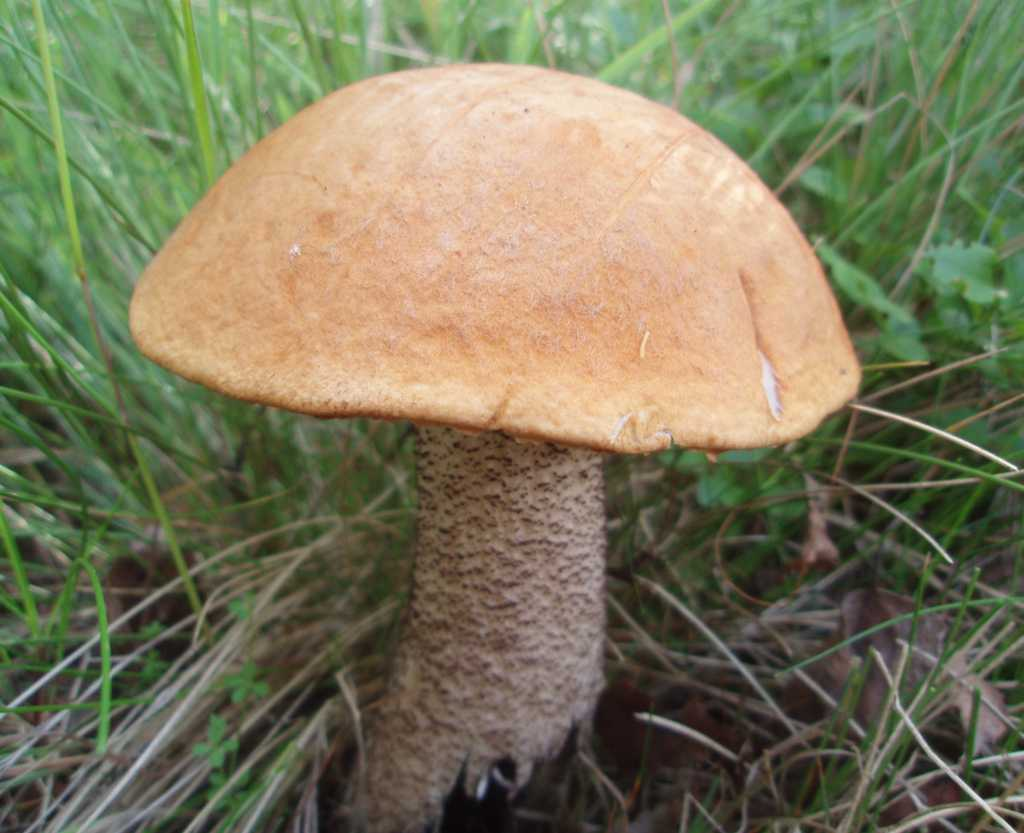
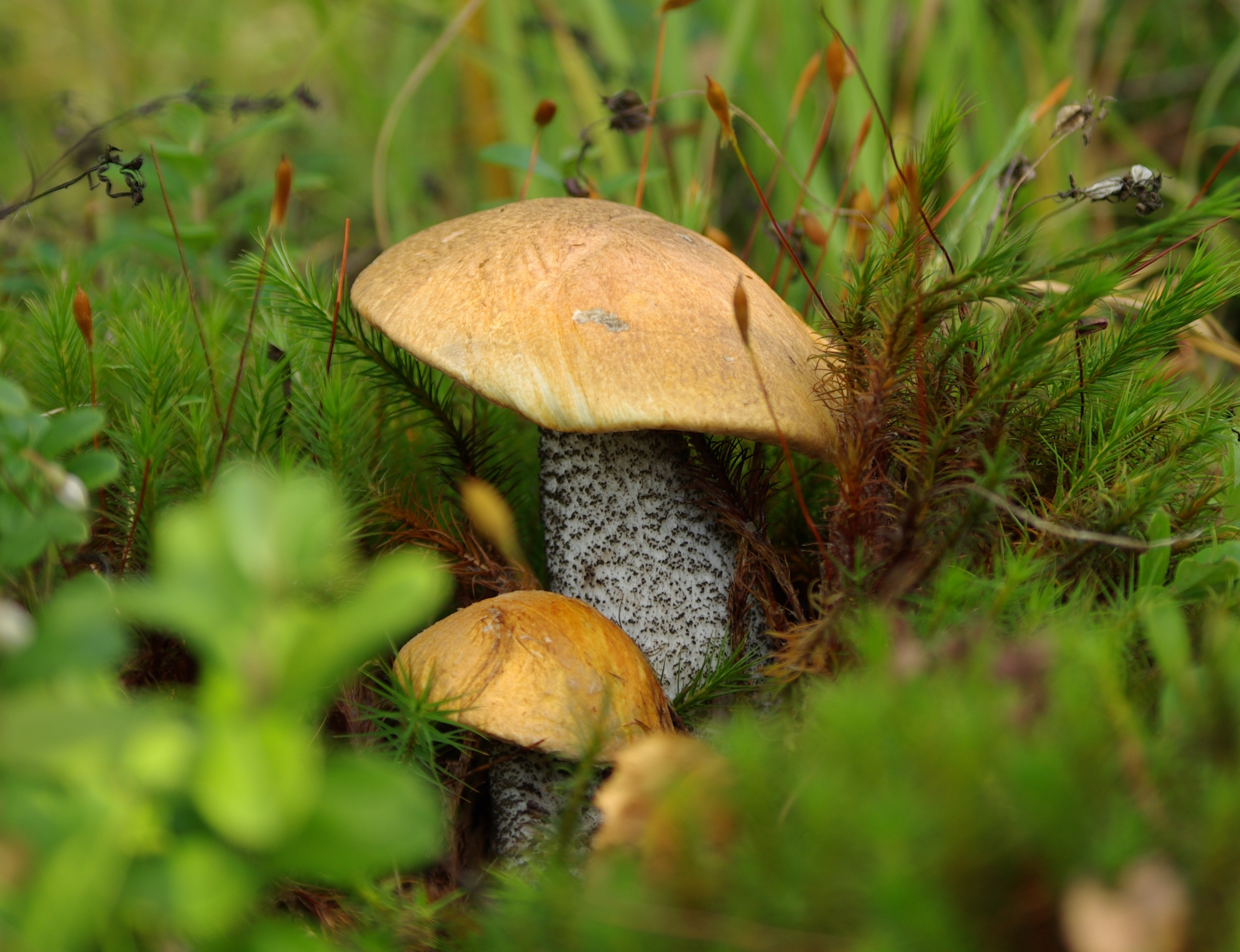

## Variétés et formes
- Leccinum versipelle f. flavescens, qui a un chapeau pâle citrin beige[6] avec des mouchetures de poils agglutinés[7].

## Habitat et distribution
Il s'agit un champignon ectomycorhizien, venant sous feuillus, surtout sous bouleaux, parfois avec conifères.

## Comestibilité
Le Bolet orangé des bouleaux est comestible. Comme toutes les espèces de Leccinum au sens large, son pied fibreux et indigeste esst souvent rejeté. Il est fréquemment recommandé de le cueillir jeune et de ne garder que le chapeau. Les Bolets rudes sont à l'origine de troubles gastro-intestinaux s'ils sont consommés crus ou mal cuits Le Bolet orangé des bouleaux et les autres bolets à chapeau orangé sont plus appréciés culinairement que les autres espèces de Bolets rudes, ce sont des comestibles réputés .

## Confusions possibles
- Le Bolet orangé des peupliers (Leccinum albostipitatum),  a un stipe couvert de mèches blanches, parfois légèrement brunes, et vient sous peupliers, surtout sous peupliers trembles. Comestible réputé.
- Le Bolet orangé des chênes (Leccinum aurantiacum,)  a un stipe couvert de mèches rousses et vient surtout sous chênes. Comestible réputé.
- Le Bolet orangé des pins (Leccinum vulpinum) a un stipe couvert de mèches rousses puis noires et viens sous pins. Il est très rare en France, espèce d'Europe centrale. Rare, sans intérêt alimentaire.
- Le Bolet orangé des épicéas (Leccinum piceinum) a un stipe couvert de mèches brunes puis noires brunâtres et vient sous épicéas. Il est très rare en France, espèce d'Europe centrale. Rare, sans intérêt alimentaire.